# Ryongsang
Il Ryongsang o Yongseong è una competizione di Go sudcoreana. Sponsorizzata da Japan SCJ, è un torneo a tempi ridotti, simile al Ryusei giapponese.
La borsa per il vincitore è di 30 milioni di won, quella del secondo arrivato di 12 milioni di won.

## Albo d'oro
| Edizione | Anno | Vincitore      | Punteggio | Secondo classificato |
| -------- | ---- | -------------- | --------- | -------------------- |
| 1        | 2018 | Kim Ji-seok    | 2-1       | Kang Dong-yun        |
| 2        | 2019 | Park Jung-hwan | 2-0       | Shin Jin-seo         |
| 3        | 2020 | Shin Jin-seo   | 2-0       | Park Jung-hwan       |
| 4        | 2021 | Shin Jin-seo   | 2-1       | Park Jung-hwan       |
| 5        | 2022 | Shin Jin-seo   | 2-0       | Kang Dong-yun        |
| 6        | 2023 | Shin Jin-seo   | 2-0       | Park Geun-ho         |